# Institut Nova Història
L'Institut Nova Història (INH) és una fundació cultural de Barcelona creada el 2007 com a escissió de la Fundació d'Estudis Històrics de Catalunya, fundada i encapçalada per Albert Codinas i Jordi Bilbeny i dedicada a la divulgació de postulats pseudohistòrics. Entre els seus membres també destaca el pseudohistoriador Víctor Cucurull.
El seu objectiu declarat és estudiar «la tergiversació de la història que Catalunya i els antics regnes de la corona catalano-aragonesa van patir -i pateixen encara-, per part de la corona castellana, corona que va acabar apropiant-se del poder de la monarquia hispànica» a partir d'un mètode de treball que consisteix «en realitzar propostes i desenvolupaments a partir d'una actitud de ment oberta, rebutjant el dogma o la doctrina i tot expressant una combinació específica de qualitats de rigor com son el mètode multidisciplinar i l'enfocament global».
En conseqüència impulsa diversos estudis, publicacions, conferències i simposis per divulgar la premissa que la història de Catalunya ha estat sistemàticament manipulada i ocultada per Castella des dels segles xv i xvi, afirmant que una gran quantitat d'obres literàries castellanes són traduccions d'originals catalans i que nombrosos personatges històrics castellans i europeus –Cristòfol Colom, Miguel de Cervantes, Erasme de Rotterdam o Leonardo da Vinci entre molts altres– són, en realitat, catalans.

## Tesis defensades

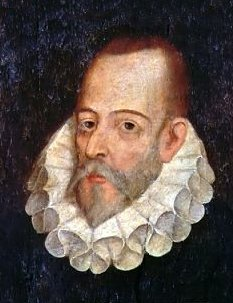
Miguel de Cervantes (1547-1616) segons l'INH era Joan Miquel Sirvent i va escriure El Quixot en català.

Des del mateix moment de la seva fundació, l'Institut ha divulgat estudis i postulats molt distanciats dels consensos de la historiografia catalana i internacional. Així, ha defensat la catalanitat de Cristòfor Colom i que l'expedició que descobrí Amèrica en realitat va sortir des del port empordanès de Pals. Aquesta tesi, tanmateix, ha estat àmpliament desacreditada per historiadors i investigadors del Centre d'Estudis Colombins, que no obstant defensa la catalanitat de l'Almirall. Les distàncies recorregudes i la documentació històrica disponible confirmen que l'expedició va sortir de Palos de la Frontera (Huelva), d'on eren naturals els germans Pinzón.
L'INH ha defensat també la catalanitat de nombrosos personatges històrics i d'obres castellanes i universals. Algunes de les principals són la de Miguel de Cervantes, que segons alguns autors seria Joan Miquel Sirvent, natural de Xixona, i hauria escrit El Quixot originalment en català, una tesi en què ha insistit particularment el pseudohistoriador Lluís Maria Mandado. Més encara, un col·laborador habitual de l'entitat, Miquel Izquierdo, ha asseverat en diverses publicacions i simposis que Sirvent hauria hagut d'exiliar-se a Anglaterra, publicant les seves obres sota el pseudònim de «Shakespeare», així que Sirvent (Cervantes) i Shakespeare serien la mateixa persona. De forma semblant, els clàssics castellans La Celestina i El lazarillo de Tormes haurien estat escrits originalment en català –el darrer seria de Joan Timoneda o de Joan Lluís Vives– i posteriorment retocats i traduïts per Castella. De fet, tot el Segle d'Or de la literatura castellana es reduiria, segons aquests autors, a traduccions d'obres catalanes, i Francisco de Quevedo hauria plagiat part de la seva obra poètica al rector de Vallfogona.
A més de Colom i Cervantes, la llista de personalitats històriques catalanes fetes passar per castellanes és virtualment inacabable: Hernán Cortés seria un noble català anomenat Ferran Cortès; Garcilaso de la Vega seria Galceran de Cardona; Santa Teresa de Jesús hauria estat en realitat Teresa Enríquez de Cardona, abadessa del Monestir de Pedralbes durant trenta anys; els conqueridors Francisco Pizarro i Diego de Almagro serien de nissaga reial catalana i en realitat es dirien Francesc Pinós De So i Carròs i Jaume d'Aragó-Dalmau; Rodrigo Díaz de Vivar (el Cid) seria català i estaria emparentat amb els senyors d'Urgell i Cardona; i un llarguíssim etcètera de figures suposadament escamotejades a la història. Tot plegat serien proves de l'existència d'un «Imperi Universal Català» que hauria dominat la península Ibèrica i el Nou Món als segles XV i XVI per ser després totalment esborrat de la història mitjançant una censura massiva i indiscriminada perpetrada durant segles per la Inquisició i les autoritats castellanes. Fins i tot la mítica Armada Invencible hauria estat, en realitat, una flota catalana.

L'INH afirma que La Gioconda (c. 1503) pintada per «Lleonard de Vinci» és en realitat Isabel d'Aragó i que les muntanyes del fons representen Montserrat.

La llista, però, no s'esgota amb personatges castellans, sinó que també inclou personalitats europees com el filòsof neerlandès Erasme de Rotterdam, que seria fill de Colom; el navegant italià Amerigo Vespucci, que en realitat seria Aymerich Despuig, cosmògraf del descobridor, o l'explorador venecià Marco Polo, una identitat falsa sota la qual s'amagaria el mercader català Jaume Alarich. Una de les darreres tesis defensades per l'Institut afirma que Leonardo da Vinci també era català i s'anomenava Lleonard de Vinci, tal com s'afirma demostrar a nombrosos articles i al documental Desmuntant Leonardo. Segons els autors, La Gioconda seria Isabel d'Aragó i les muntanyes que es troben al fons del quadre serien les de Montserrat, l'escut de da Vinci seria molt semblant al de la «casa reial catalana» i el geni toscà hauria nascut en realitat en algun indret proper a Montserrat com Manresa, Vic o la Garriga.
En altres àmbits, l'INH ha difós la idea que el disseny de la bandera dels Estats Units va inspirar-se en la senyera catalana o que el català en realitat no prové del llatí sinó d'un pretès llenguatge iberobasc.

## Crítiques

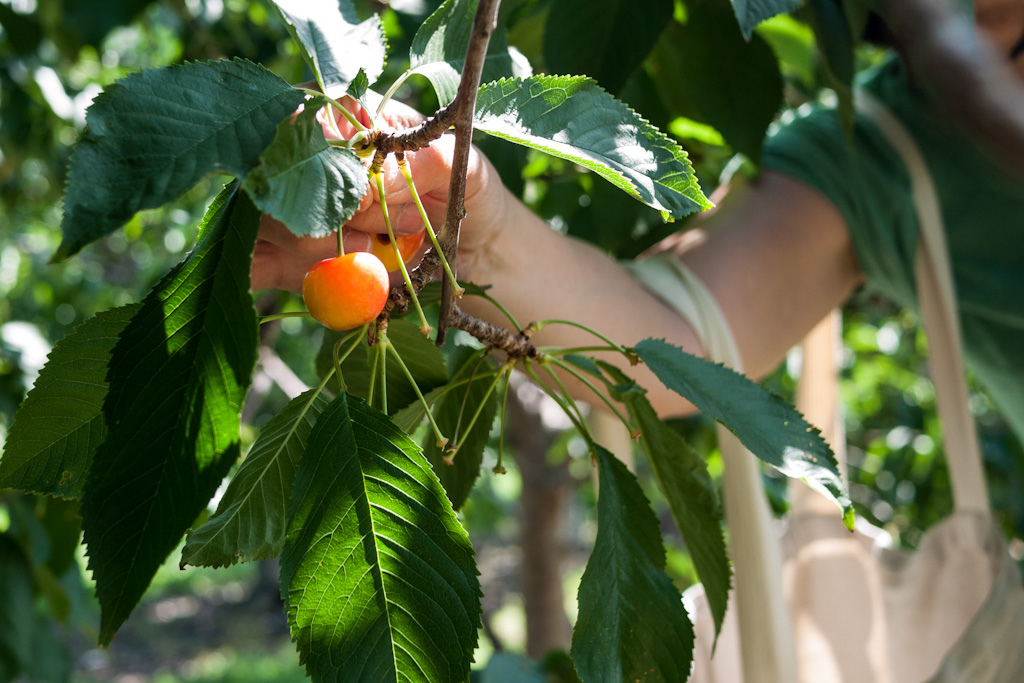
El cherry picking o fal·làcia de prova incompleta és un mètode consistent a escollir només dades aïllades o parcials per defensar una tesi, ignorant tota la resta de dades que la contradiuen.

Des dels seus inicis, l'INH ha rebut nombroses crítiques i ha estat desacreditat per part dels col·lectius d'historiadors, filòlegs i historiadors de l'art, atesa la seva manca de rigor metodològic i els atacs continus que profereix contra les institucions universitàries, que considera ignorants o col·laboracionistes amb una suposada manipulació massiva de les fonts documentals.
Una de les primeres demostracions públiques d'aquest rebuig des del món acadèmic va ser l'article «Desmuntem la 'Nova Història'» publicat el març de 2019 a la revista Sàpiens, en què destacats historiadors com Agustí Alcoberro, Àngel Casals i José Enrique Ruiz-Domènec es desmarcaven clarament de les seves tesis, considerant-les simples teories conspiratives sense fonament històric i acusant-lo de practicar cherry picking –és a dir, la fal·làcia de la prova incompleta o anecdòtica– i de posar en entredit la credibilitat internacional de la historiografia catalana, tot castellanitzant la història de Catalunya.
El febrer de 2020 es va publicar el llibre col·lectiu Pseudohistòria contra Catalunya: de l'espanyolisme a la Nova Història que dedica diversos capítols a desacreditar algunes de les tesis de l'entitat, a partir de l'anàlisi de les fonts primàries sobre les quals es basen –suposadament– les seves investigacions històriques. El volum, coordinat per Vicent Baydal i Cristian Palomo, compta amb la participació de sis experts més, entre els quals el medievalista Stefano M. Cingolani i els historiadors Xevi Camprubí i Lluís Ferran Toledano, i ha rebut el suport de catedràtics i professors universitaris com Joaquim Albareda, Josep M. Salrach i Joan B. Culla.

## Polèmica sobre les subvencions públiques
Ençà de la seva creació, l'INH i els seus postulats pseudohistòrics han rebut mostres de suport de diverses personalitats del món de la cultura, la política i el periodisme de signe catalanista com David Bassa, Patrícia Gabancho, Vicent Partal o Josep-Lluís Carod-Rovira, entre d'altres. També ha participat en espais de debat interdisciplinar com la Universitat Catalana d'Estiu.
Uns dels esdeveniments més antics són els Simposis sobre la descoberta catalana d'Amèrica, que ha organitzat des de la seva creació a Arenys de Munt amb la participació activa de l'Ajuntament i la presència de representants del món de la política o la cultura com per exemple Muriel Casals, Eudald Calvo, Miquel Sellarès, Eduardo Reyes, Vicent Sanchis o Gerard Quintana.
L'octubre de 2013 va ser guardonat per l'agrupació de Sants d'Esquerra Republicana de Catalunya amb el Premi Nacional President Lluís Companys «per la seva tasca de recerca, estudi i divulgació de la història de Catalunya, amb un caràcter iconoclasta i innovador, explotant al màxim les possibilitats d'interacció, participació i internacionalització de les investigacions, i pel seu compromís amb el coneixement de la història de Catalunya». Tanmateix, alguns dirigents del partit com Gabriel Rufián se n'han desmarcat públicament arran d'una polèmica originada per la proposta del PSC de retirar-los tots els ajuts públics.
La fundació també ha rebut el suport d'institucions públiques en forma de subvencions i convenis de diversos ajuntaments o amb l'emissió dels seus documentals a TV3.